# Internationale Ausstellungs-Zeitung
Die Internationale Ausstellungs-Zeitung erschien zunächst für die Weltausstellung in Wien 1873 als „Wiener Weltausstellungs-Zeitung“. Anschließend in den Jahren 1874–1875 wurde sie in „Internationale Ausstellungs-Zeitung“ umbenannt und berichtete nun über die internationalen Geschehnisse für die interessierten Österreicher. 
Gedruckt wurde die Zeitung durch die Genossenschafts-Buchdruckerei im Format 2°.